# Bedřich Plaške

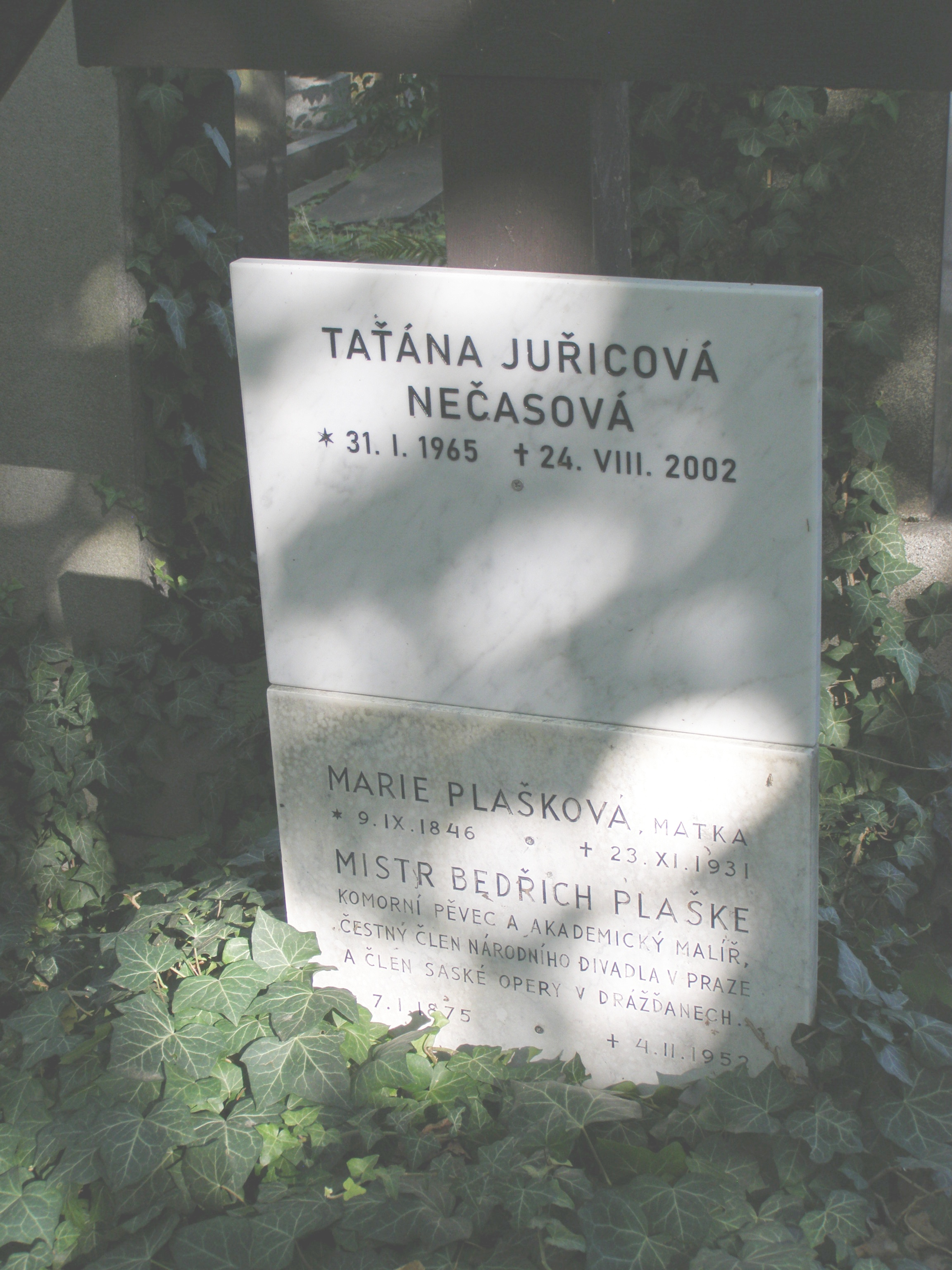
Hrob na hřbitově na Malvazinkách

Bedřich Plaške, křtěný Bedřich Stanislav Osvald, psán též Plaschke (7. ledna 1875 Jaroměř – 4. února 1952 Praha), byl český malíř a operní pěvec, barytonista.

## Život
Bedřich Plaške se narodil v Jaroměři 7. ledna 1875. Po absolvování základní školy studoval na gymnáziu v Jičíně. Gymnaziální studium však dokončil v Hradci Králové. Ve školních letech 1892/93–1898/99 studoval na malířské Akademii v Praze v krajinářské škole prof. Julia Mařáka. Na doporučení prof. Mařáka, jenž rozpoznal jeho pěvecký talent, studoval na pražské Konzervatoři (v letech 1895–1899) zpěv u Leontiny z Dötscherů a deklamaci u Otýlie Sklenářové-Malé. 
V letech 1900–1936 byl angažován v drážďanské opeře, kde vystupoval pod jménem Friedrich Plaschke. Rovněž hostoval v Bayreuthu. Malířské činnosti se pravděpodobně více věnoval do roku 1900. V roce 1925 byl u příležitosti 25 let své umělecké činnosti jmenován čestným členem pražského Národního divadla. V letech 1936–1938 byl angažován do Národního divadla a vykonával funkci náměstka šéfa opery Václava Talicha. V roce 1938 odešel Plaške na vlastní žádost do soukromí, ale spolupráci s Národním divadlem neukončil. Ve svých stěžejních wagnerovských rolích hostoval také v Plzni (1909), v Neues Deutsches Theater v Praze (1916) a v brněnském divadle (1923). Bedřich Plaške zemřel téměř zapomenut 4. února 1952 v Praze a je pochován na hřbitově Malvazinky.

## Hlavní pěvecké role
- Vladislav (opera Dalibor)
- Přemysl (opera Libuše)
- Šujskij (opera Dimitrij)
- Vilém Tell (opera Vilém Tell)
- Escamillo (opera Carmen)
- Holanďan (opera Bludný Holanďan)
- Wolfram (opera Tannhäuser)
- Telramund (opera Lohengrin)
- Wotan (opera Valkýra)
- Poutník (opera Siegfried)
- Hans Sachs (opera Mistři pěvci norimberští)
- Amfortas (opera Parsifal)
- Orestes (opera Elektra)

## Galerie

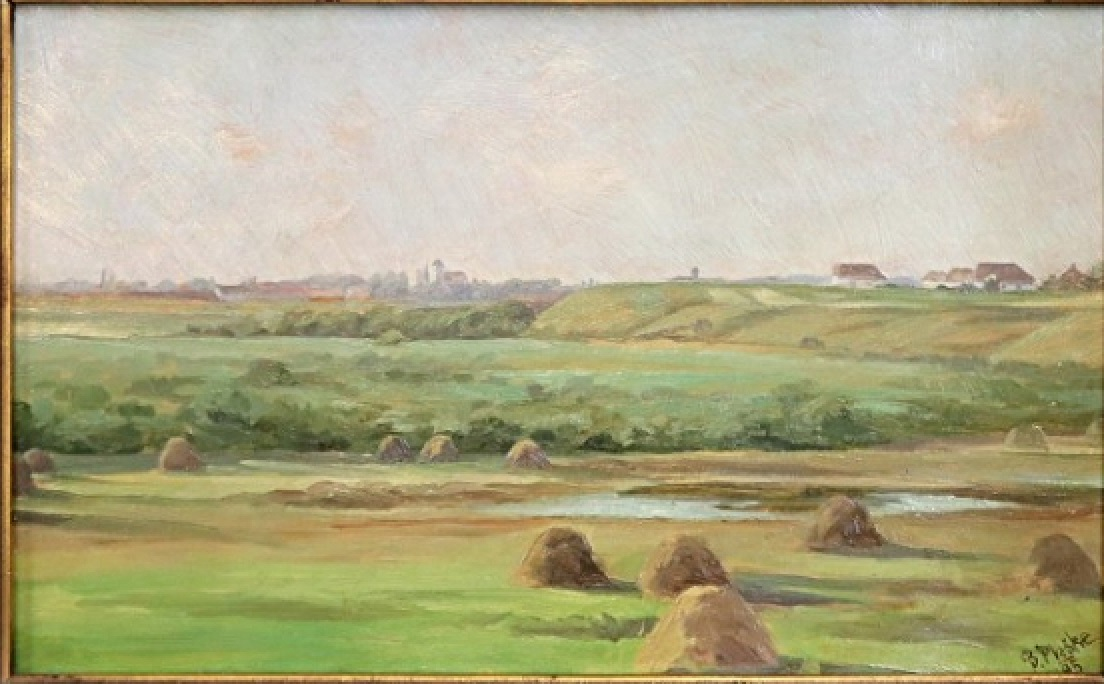
Bedřich Plaške Krajina (1895)
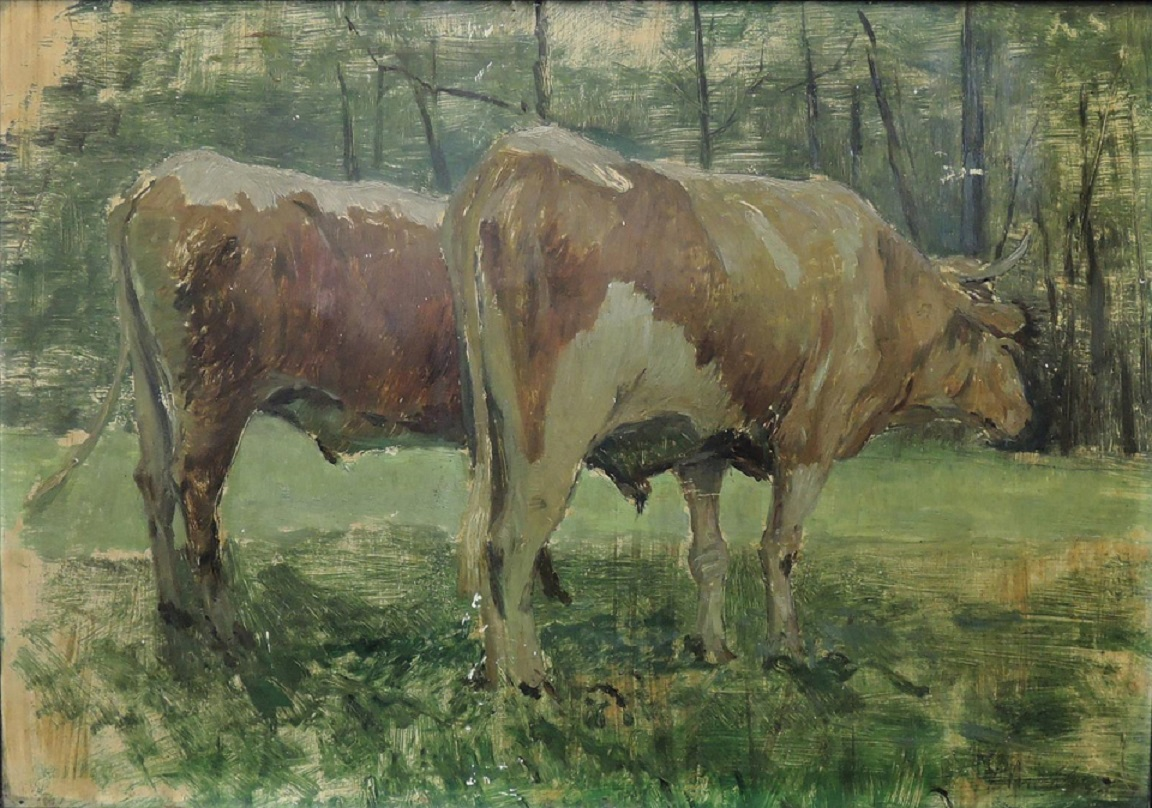
Bedřich Plaške Na pastvě
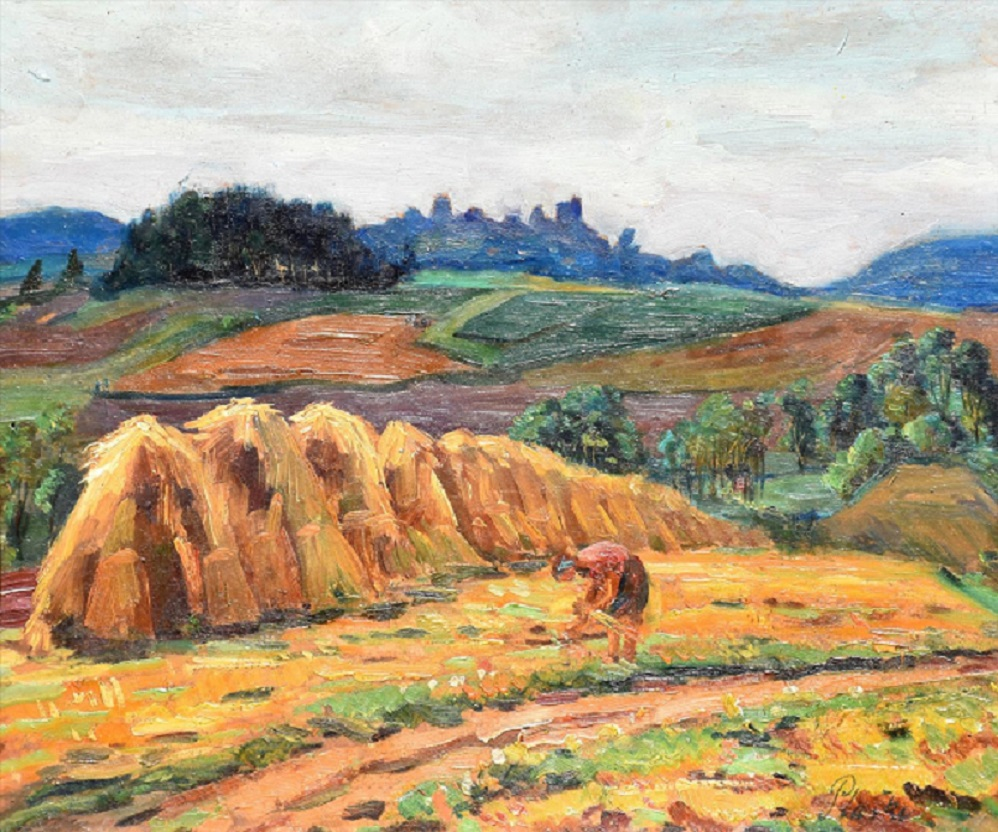
Bedřich Plaške Sbírání klásků
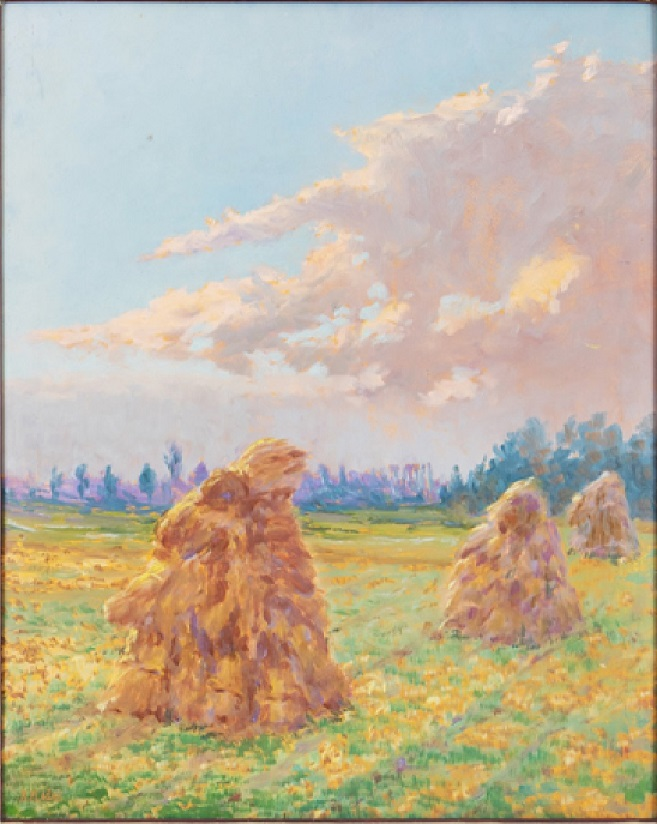
Bedřich Plaške Snopy
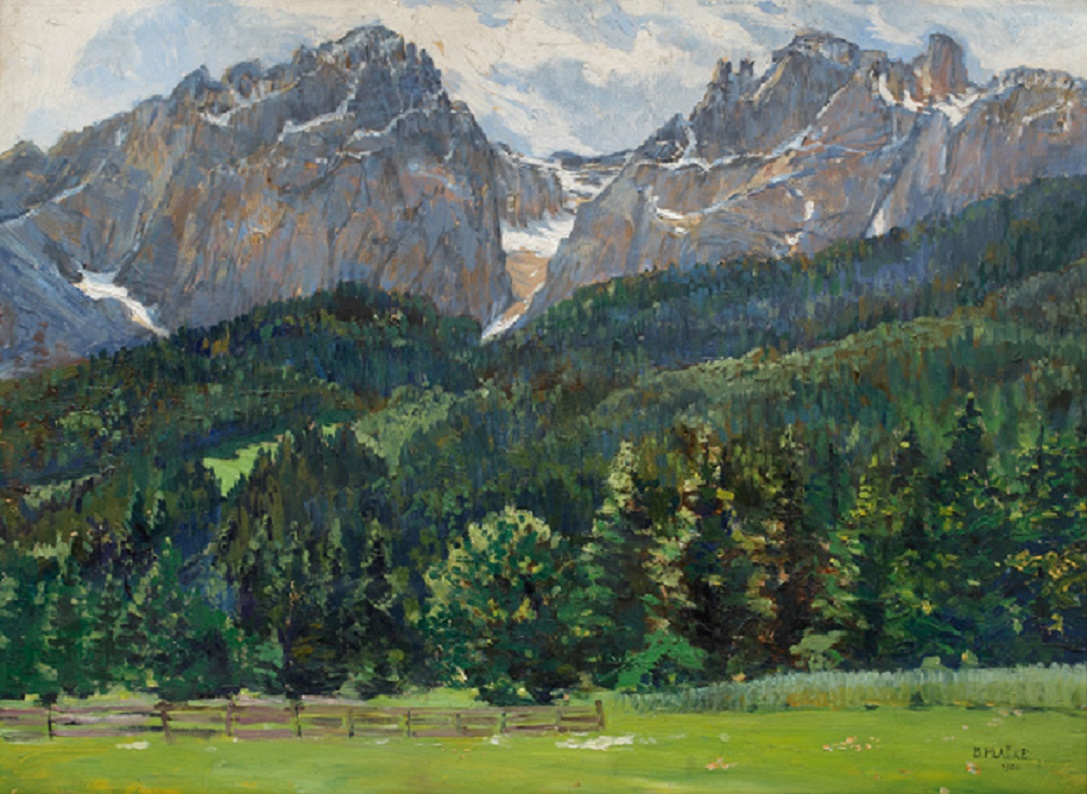
Bedřich Plaške Údolí Lienzské (1905)
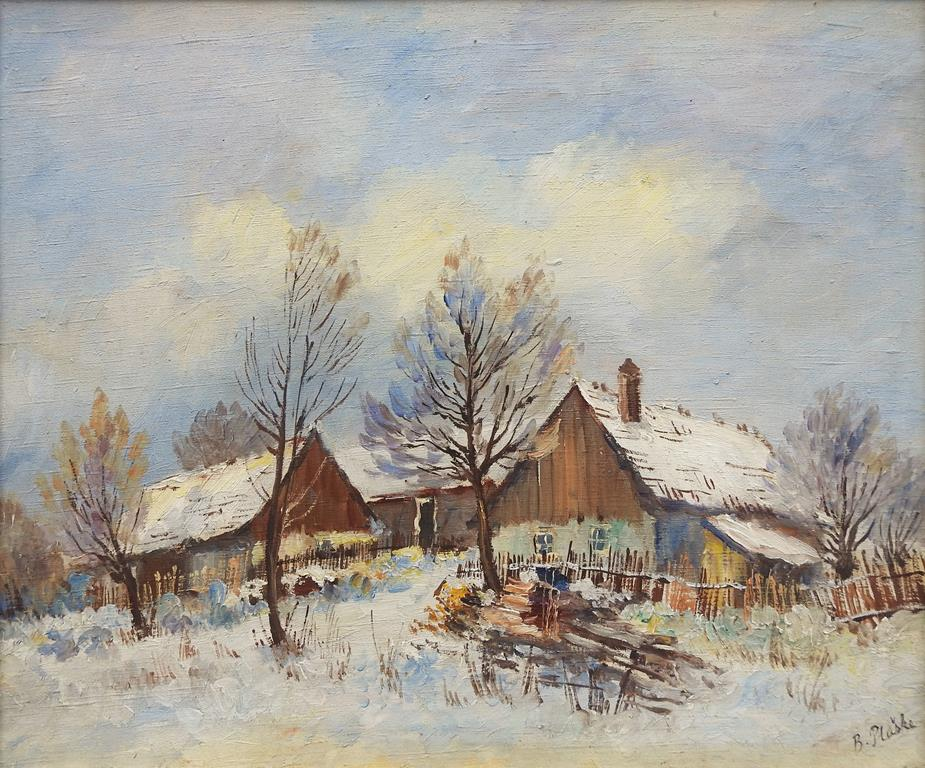
Bedřich Plaške Samota v zimě